# Temporada 1975-76 de los Chicago Bulls
La temporada 1975-76 fue la décima de los Chicago Bulls en la NBA. La temporada regular acabaron con 24 victorias y 58 derrotas, ocupando la novena y última posición de la Conferencia Oeste, no logrando clasificarse para los playoffs.

## Elecciones en elDraft
Por primera vez en la historia de la liga, ningún jugador de los que seleccionados por una franquicia, en este caso Chicago Bulls, llegó a debutar en la NBA.

## Temporada regular
| División Medio Oeste | División Medio Oeste | División Medio Oeste | División Medio Oeste | División Medio Oeste | División Medio Oeste | División Medio Oeste | División Medio Oeste | División Medio Oeste |
| Equipo               | G                    | P                    | %                    | PD                   | Casa                 | Fuera                | Div                  |                      |
| -------------------- | -------------------- | -------------------- | -------------------- | -------------------- | -------------------- | -------------------- | -------------------- | -------------------- |
| y-Milwaukee Bucks    | 38                   | 44                   | .463                 | –                    | 22–19                | 16–25                | 13–8                 |                      |
| x-Detroit Pistons    | 36                   | 46                   | .439                 | 2                    | 24–17                | 12–29                | 12–9                 |                      |
| Kansas City Kings    | 31                   | 51                   | .378                 | 7                    | 25–16                | 6–35                 | 10–11                |                      |
| Chicago Bulls        | 24                   | 58                   | .293                 | 14                   | 15–26                | 9–32                 | 7–14                 |                      |

## Estadísticas
| Rk | Jugador         | Edad | P  | PT | MP   | TC  | TCI  | %TC  | TL  | TLI | %TL  | RO  | RD  | RT   | AS  | RB  | TAP | BP | FP  | PTS  |
| -- | --------------- | ---- | -- | -- | ---- | --- | ---- | ---- | --- | --- | ---- | --- | --- | ---- | --- | --- | --- | -- | --- | ---- |
| 1  | Norm Van Lier   | 28   | 76 |    | 39.8 | 4.8 | 13.0 | .366 | 3.1 | 4.2 | .737 | 1.8 | 3.6 | 5.4  | 6.6 | 2.0 | 0.3 |    | 3.9 | 12.6 |
| 2  | Bob Love        | 33   | 76 |    | 37.1 | 7.1 | 18.3 | .390 | 4.8 | 5.9 | .801 | 2.5 | 4.2 | 6.7  | 1.9 | 0.8 | 0.1 |    | 3.1 | 19.1 |
| 3  | Mickey Johnson  | 23   | 81 |    | 29.5 | 5.9 | 12.8 | .463 | 3.5 | 4.4 | .786 | 3.4 | 5.9 | 9.4  | 1.6 | 1.1 | 0.8 |    | 3.6 | 15.3 |
| 4  | Jerry Sloan     | 33   | 22 |    | 28.0 | 3.8 | 9.5  | .400 | 2.5 | 3.5 | .705 | 1.8 | 3.5 | 5.3  | 1.0 | 1.2 | 0.2 |    | 3.5 | 10.1 |
| 5  | Tom Boerwinkle  | 30   | 74 |    | 27.6 | 3.6 | 7.2  | .500 | 1.6 | 2.4 | .667 | 3.6 | 7.1 | 10.7 | 3.8 | 0.6 | 0.7 |    | 3.6 | 8.8  |
| 6  | Jack Marin      | 31   | 67 |    | 24.3 | 4.5 | 10.7 | .421 | 2.0 | 2.3 | .865 | 0.9 | 2.3 | 3.2  | 1.8 | 0.6 | 0.1 |    | 2.0 | 11.0 |
| 7  | Rowland Garrett | 25   | 14 |    | 23.1 | 4.1 | 9.4  | .435 | 2.7 | 3.1 | .864 | 1.9 | 3.4 | 5.4  | 0.5 | 0.6 | 0.3 |    | 2.3 | 10.9 |
| 8  | John Laskowski  | 22   | 71 |    | 22.1 | 4.0 | 9.7  | .412 | 1.2 | 1.7 | .725 | 0.7 | 2.4 | 3.1  | 0.8 | 0.8 | 0.1 |    | 1.3 | 9.2  |
| 9  | Leon Benbow     | 25   | 76 |    | 20.9 | 2.9 | 7.3  | .397 | 1.4 | 1.8 | .750 | 0.9 | 1.5 | 2.3  | 2.1 | 0.8 | 0.1 |    | 2.4 | 7.1  |
| 10 | Nate Thurmond   | 34   | 13 |    | 20.0 | 1.5 | 3.5  | .444 | 0.6 | 1.4 | .444 | 1.1 | 4.4 | 5.5  | 2.0 | 0.3 | 0.9 |    | 1.2 | 3.7  |
| 11 | Cliff Pondexter | 21   | 75 |    | 17.7 | 2.1 | 5.1  | .411 | 1.6 | 2.4 | .670 | 1.5 | 3.6 | 5.1  | 1.2 | 0.4 | 0.3 |    | 1.8 | 5.8  |
| 12 | Matt Guokas     | 31   | 18 |    | 15.4 | 2.0 | 4.1  | .486 | 0.5 | 0.6 | .818 | 0.2 | 0.7 | 0.9  | 1.6 | 0.3 | 0.1 |    | 1.3 | 4.5  |
| 13 | Steve Patterson | 27   | 52 |    | 15.0 | 1.3 | 3.5  | .379 | 0.5 | 0.8 | .591 | 1.4 | 2.4 | 3.8  | 1.4 | 0.3 | 0.2 |    | 1.6 | 3.2  |
| 14 | Bobby Wilson    | 25   | 58 |    | 14.8 | 3.4 | 8.4  | .403 | 0.7 | 1.0 | .741 | 0.6 | 1.1 | 1.6  | 0.9 | 0.4 | 0.0 |    | 1.7 | 7.5  |
| 15 | Eric Fernsten   | 22   | 33 |    | 7.8  | 1.0 | 2.5  | .393 | 0.8 | 1.1 | .703 | 0.8 | 1.3 | 2.1  | 0.6 | 0.2 | 0.4 |    | 0.6 | 2.8  |
| 16 | John Block      | 31   | 2  |    | 3.5  | 1.0 | 2.0  | .500 | 0.0 | 1.0 | .000 | 0.0 | 1.0 | 1.0  | 0.0 | 0.5 | 0.0 |    | 1.0 | 2.0  |

## Galardones y récords
| Jugador       | Galardón                                    |
| Norm Van Lier | Mejor quinteto defensivo de la NBA All-Star |